# Honorine Dossou Naki
Pour les articles homonymes, voir Dossou.
Honorine Dossou Naki, née en 1946, est une diplomate et une femme politique gabonaise. Elle a été ambassadrice du Gabon en France de 1994 à 2002 et a servi par la suite dans le gouvernement gabonais, de 2002 à 2009.

## Carrière
Membre du groupe ethnique myènè, Honorine Dossou Naki est née le 14 mars 1946 à Port-Gentil,. Elle suit sa scolarité sur place puis à Libreville. En janvier 1975, elle est nommée au ministère des Affaires étrangères, au titre de directrice de la Coopération et secrétaire générale adjointe. Puis elle devient directrice adjointe de cabinet du président Omar Bongo de mars 1976 à février 1980. Par la suite, elle sert dans le gouvernement en tant que secrétaire d'État auprès du ministre des Affaires étrangères et de la Coopération de 1980 à 1990 et est conseillère du président pour les Relations internationales, de 1990 à 1994. Elle est ensuite nommée ambassadrice du Gabon en France, au Royaume-Uni et en Suisse. Elle présente ses lettres de créance en tant qu'ambassadrice du Gabon en France, le 7 décembre 1994, et reste à ce poste jusqu'en 2002.
En décembre 2001, elle est élue à l'Assemblée nationale en tant que candidate du Parti démocratique gabonais (PDG), pour la province d'Ogooué-Maritime. À la suite de l'élection, elle est nommée au gouvernement en tant que ministre de la Justice le 27 janvier 2002,. En décembre 2006, elle est de nouveau élue à l'Assemblée nationale comme candidate, toujours, du PFG, sur le second siège du département de Bendje/Port-Gentil. Elle devient ensuite ministre de la Marine marchande et des Installations portuaires, le 25 janvier 2007, avant de se voir nommer ministre du Contrôle d’État, des Inspections, de la Lutte contre la corruption et de la Lutte contre l'enrichissement illicite. Le 7 octobre 2008, elle est promue au rang de vice-Première ministre, dans le gouvernement Eyéghé Ndong, tout en conservant le même portefeuille ministériel. Elle fait partie, avec Rose Rogombé, présidente du Sénat, Marie-Madeleine Mborantsuo, présidente de la Cour constitutionnelle, Georgette Koko, vice-Première ministre comme elle, des principales personnalités féminines politiques de la présidence d'Omar Bongo.
Le président Bongo meurt en juin 2009. Son fils, Ali Bongo, remporte le 30 août 2009 l'élection présidentielle. Honorine Dossou Naki perd son poste de Vice-Première ministre et est nommée Haute Représentante chargée de la zone libre de l'île Mandji, le 17 octobre 2009. Fin 2014, elle brigue un poste au Sénat, mais est battue, bien que candidate du PDG, par un candidat indépendant qui recueille 17 voix parmi les 30 grands électeurs.

## Vie personnelle
Elle est mariée à Samuel Dossou-Aworet, qui est né à Porto-Novo, au Bénin. Il a été naturalisé citoyen du Gabon et a occupé divers postes. Il a été un temps patron de Petrolin Group, société pétrolière, puis conseiller d'Omar Bongo sur le pétrole. Samuel Dossou a été cité à quelques reprises dans l'affaire Elf, et dans l'enquête de la juge français Eva Joly. Après son mariage, Honorine Dossou Naki a continué à utiliser son nom de jeune fille Naki, associée au nom de son mari, Dossou. Elle et son mari ont six enfants. Leur fils Steve a épousé en 2010 Malika, fille du président Ali Bongo, créant ainsi un lien entre sa famille et celle du nouveau président.